# Joel Kelso
Joel Damon Kelso (Nambour, Australia, 12 de junio de 2003) es un piloto de motociclismo australiano que participa en la categoría de Moto3 con el equipo LevelUp - MTA.

## Biografía
Joel Kelso hizo su debut en el FIM CEV Moto3 Junior World Championship corriendo la ronda de Cataluña con el Team Leopard Junior Italia. En ambas carreras terminó en la 25.º y 29.º posición. En esta temporada además hizo su debut mundialista corriendo la ronda de Portugal del Campeonato Mundial de Supersport 300. A bordo de una Kawasaki Ninja 400 del equipo Nutec – RT Motorsports by SKM – Kawasaki. En Algarve, Kelso se clasificó en la 14.º posición y en carrera logró avanzar unas posiciones para terminar en la 12.ª posición.
En 2020, Kelso disputó su primmera temporada completa en el FIM CEV Moto3 Junior World Championship pilotando una de las KTM del AGR Team. Su temporada fue de menor a mayor, ya que al comienzo le costó entrar en la zona de puntos: en las primeras cuatro rondas solo pudo puntuar en la primera carrera de Jerez. Su suerte cambio en la última ronda del campeonato en Valencia, en el Circuito Ricardo Tormo, Kelso logró su mejor actuaión hasta el momento al sumar puntos en las tres carreras celebradas, incluido su primer top-ten al terminar la primera carrera del fin de semana en la 9.º posición.
Kelso renovo con el AGR Team para la temporada 2021 del FIM CEV Moto3 Junior World Championship. En las dos primeras rondas del campeonato en Estoril y Valencia no sumó ningún punto al haberse caído en todas las carreras, su suerte mejoró en la siguiente ronda en Cataluña, en donde puntuó en las dos carreras del fin de semana. Luego de la fecha del FIM CEV, Kelso fue llamado por el CIP - Green Power para rremplazar al lesionado Maximilian Kofler en los grandes premios de Alemania y los Países Bajos. Luego del reemplazó, Kelso volvió al FIM CEV y los resultados comenzaron a ser muy buenos: en Portimão logró la pole position, su primera en el FIM CEV y al día siguiente ganó la carrera logrando la vuelta rápida, en la siguiente ronda en Aragón terminó en la 8.º posición y en las dos rondas de Jerez terminó en ambas en la 7.º posición, en Misano, Kelso consiguió su segunda victoria en la temporada, en donde además logró también la vuelta rápida en carrera. Volvió a ser solicitado por CIP - Green Power para las dos últimas carreras de la temporada en Algarve y Valencia, en Algarve, Kelso terminó en la 14.º posición sumando sus primeros puntos en el mundial. En la última ronda de la temporada en Valencia, logró su tercera victoria en la primera carrera de en el Circuito Ricardo Tormo y en la segunda carrera terminó sexto.
El 8 de septiembre de 2021, el CIP - Green Power, equipo en el que Kelso corriera como reemplazo anunció su contratación como piloto titular del equipo para la temporada 2022.

## Resultados

### FIM CEV Moto3 Junior World Championship
(Carreras en negrita indica pole position, carreras en cursiva indica vuelta rápida)
| Temp. | Moto  | 1       | 2       | 3       | 4       | 5       | 6      | 7      | 8       | 9     | 10     | 11     | 12    | Pos. | Pts. |
| ----- | ----- | ------- | ------- | ------- | ------- | ------- | ------ | ------ | ------- | ----- | ------ | ------ | ----- | ---- | ---- |
| 2019  | Honda | EST     | VAL     | VAL     | LMS     | CAT 25  | CAT 29 | ARA    | JER     | JER   | ALB    | VAL    | VAL   | NC   | 0    |
| 2020  | KTM   | EST 20  | POR 21  | JER 11  | JER Ret | JER DNS | ARA 20 | ARA 16 | ARA Ret | VAL 9 | VAL 12 | VAL 14 |       | 18.º | 18   |
| 2021  | KTM   | EST Ret | VAL Ret | VAL Ret | CAT 8   | CAT 11  | POR 1  | ARA 8  | JER 7   | JER 7 | RSM 1  | VAL 1  | VAL 6 | 4.º  | 124  |

### Campeonato Mundial de Supersport 300

#### Por temporada
| Temp. | Moto               | Equipo                                   | Carreras | Victorias | Podios | Poles | V.Rap. | Pts. | Pos. |
| ----- | ------------------ | ---------------------------------------- | -------- | --------- | ------ | ----- | ------ | ---- | ---- |
| 2019  | Kawasaki Ninja 400 | Nutec – RT Motorsports by SKM – Kawasaki | 1        | 0         | 0      | 0     | 0      | 4    | 34.º |
| Total |                    |                                          | 1        | 0         | 0      | 0     | 0      | 4    |      |

#### Carreras por año
(Carreras en negrita indica pole position, carreras en cursiva indica vuelta rápida)
| Año  | Moto     | 1   | 2   | 3   | 4   | 5   | 6   | 7   | 8      | 9   | 10  | Pos. | Pts. |
| ---- | -------- | --- | --- | --- | --- | --- | --- | --- | ------ | --- | --- | ---- | ---- |
| 2019 | Kawasaki | SPA | NED | ITA | SPA | SPA | ITA | GBR | POR 12 | FRA | QAT | 34.º | 4    |

### Campeonato del Mundo de Motociclismo
Sistema de puntuación de 1993 hasta 2022:
| Posición | 1.º | 2.º | 3.º | 4.º | 5.º | 6.º | 7.º | 8.º | 9.º | 10.º | 11.º | 12.º | 13.º | 14.º | 15.º |
| Puntos   | 25  | 20  | 16  | 13  | 11  | 10  | 9   | 8   | 7   | 6    | 5    | 4    | 3    | 2    | 1    |

Sistema de puntuación desde 2023 en adelante:
| Posición       | 1.º | 2.º | 3.º | 4.º | 5.º | 6.º | 7.º | 8.º | 9.º | 10.º | 11.º | 12.º | 13.º | 14.º | 15.º |
| Puntos         | 25  | 20  | 16  | 13  | 11  | 10  | 9   | 8   | 7   | 6    | 5    | 4    | 3    | 2    | 1    |
| Carrera sprint | 12  | 9   | 7   | 6   | 5   | 4   | 3   | 2   | 1   |      |      |      |      |      |      |

#### Por categoría
| Cat.  | Temporadas    | 1.er Gran Premio | 1.er Podio     | 1.ª Victoria  | Carreras | Victorias | Podios | Poles | V.Ráp. | Pts. | CM |
| ----- | ------------- | ---------------- | -------------- | ------------- | -------- | --------- | ------ | ----- | ------ | ---- | -- |
| Moto3 | 2021-presente | Alemania 2021    | Australia 2023 |               | 65       | 0         | 3      | 1     | 0      | 294  | 0  |
| Total | 2021–Presente | 2021–Presente    | 2021–Presente  | 2021–Presente | 65       | 0         | 3      | 1     | 0      | 294  | 0  |

#### Por temporada
| Temp. | Cat.  | Moto   | Equipo                   | Carreras | Victorias | Podios | Poles | V.Ráp. | Pts. | Pos  |
| ----- | ----- | ------ | ------------------------ | -------- | --------- | ------ | ----- | ------ | ---- | ---- |
| 2021  | Moto3 | KTM    | CIP Green Power          | 4        | 0         | 0      | 0     | 0      | 2    | 31.º |
| 2022  | Moto3 | KTM    | CIP Green Power          | 18       | 0         | 0      | 0     | 0      | 36   | 21.º |
| 2023  | Moto3 | CFMoto | CFMoto Racing Prüstel GP | 18       | 0         | 1      | 0     | 0      | 61   | 17.º |
| 2024  | Moto3 | KTM    | Boé Motorsports          | 20       | 0         | 0      | 1     | 0      | 138  | 9.º  |
| 2025  | Moto3 | KTM    | LevelUp-MTA              |          |           |        |       |        | *    | *    |
| Total | Total | Total  | Total                    | 65       | 0         | 3      | 1     | 0      | 294  |      |

- * Temporada en curso.

#### Carreras por año
| Año  | Cat.  | Moto   | 1       | 2      | 3      | 4      | 5      | 6       | 7       | 8      | 9      | 10      | 11      | 12      | 13      | 14     | 15     | 16      | 17     | 18      | 19     | 20     | 21  | 22  | Pos. | Pts. |
| ---- | ----- | ------ | ------- | ------ | ------ | ------ | ------ | ------- | ------- | ------ | ------ | ------- | ------- | ------- | ------- | ------ | ------ | ------- | ------ | ------- | ------ | ------ | --- | --- | ---- | ---- |
| 2021 | Moto3 | KTM    | QAT     | DOH    | POR    | SPA    | FRA    | ITA     | CAT     | GER 17 | NED 22 | EST     | AUT     | GBR     | ARA     | RSM    | AME    | ERM     | ALG 14 | VAL Ret |        |        |     |     | 31.º | 2    |
| 2022 | Moto3 | KTM    | QAT 15  | INA 18 | ARG 10 | AME 18 | POR 9  | SPA Ret | FRA DNS | ITA 12 | CAT 12 | GER Ret | NED Ret | GBR     | AUT 22  | RSM 14 | ARA 21 | JPN Ret | THA 12 | AUS 8   | MAL 18 | VAL 21 |     |     | 21.º | 36   |
| 2023 | Moto3 | CFMoto | POR 9   | ARG    | AME    | SPA 18 | FRA 11 | ITA Ret | GER 22  | NED 9  | GBR 16 | AUT 16  | CAT DSQ | RSM 19  | IND Ret | JPN 15 | INA 16 | AUS 3   | THA 12 | MAL 7   | QAT 13 | VAL 7  |     |     | 17.º | 61   |
| 2024 | Moto3 | KTM    | QAT 8   | POR 5  | AME 7  | SPA 5  | FRA 13 | CAT Ret | ITA 12  | NED 12 | GER 11 | GBR 7   | AUT 8   | ARA 5   | RSM 6   | ERM 7  | INA 8  | JPN 21  | AUS 11 | THA 7   | MAL 6  | SLD 12 |     |     | 9.º  | 138  |
| 2025 | Moto3 | KTM    | THA Ret | ARG 8  | AME 2  | QAT 4  | SPA 3  | FRA 2   | GBR Ret | ARA 7  | ITA 9  | NED 9   | GER 4   | CZE DNS | AUT 11  | HUN    | CAT    | RSM     | JPN    | INA     | AUS    | MAL    | POR | VAL | 6.º  | 115  |

| Color     | Resultado                                                               |
| --------- | ----------------------------------------------------------------------- |
| Oro       | Ganador                                                                 |
| Plata     | 2.ª plaza                                                               |
| Bronce    | 3.ª plaza                                                               |
| Verde     | Finalizó en los puntos                                                  |
| Azul      | Finalizó sin puntos                                                     |
| Azul      | NC - No clasificado                                                     |
| Violeta   | Ret - No terminó (Carrera)                                              |
| Rojo      | DNQ - No se clasificó                                                   |
| Negro     | DSQ - Descalificado                                                     |
| Blanco    | DNS - No empezó (carrera)                                               |
| Blanco    | WD - Retirado (fin de semana)                                           |
| Blanco    | C - Carrera cancelada                                                   |
| Sin color | DNP - Inscrito pero no participó                                        |
| Sin color | INJ - Lesionado                                                         |
| Sin color | EX - Excluido                                                           |
| Estado    | Resultado                                                               |
| Negrita   | Pole position                                                           |
| Cursiva   | Vuelta rápida                                                           |
| x         | Posición en carrera sprint                                              |
| †         | Abandona, pero clasifica al completar el porcentaje requerido para ello |